# Anton Flego
Anton Flego, slovenski akademski kipar in pedagog, * 8. marec 1938, Novo mesto.
Anton Flego se je rodil očetu Antonu, ki je bil agronom in materi Ljudmili, rojeni Weixler, ki je bila učiteljica. Osnovno šolo je najprej obiskoval v Novem mestu, nadaljeval pa v Vipavi. Nato se je vpisal v petletno šolo za oblikovanje v Ljubljani, kjer je obiskoval keramični oddelek. Po srednji šoli se je vpisal na Akademijo za likovno umetnost v Ljubljani, kjer je na Oddelku za kiparstvo diplomiral leta 1964.
Po končanem študiju je nekaj časa delal kot likovni pedagog v Kopru, nato pa se je posvetil kreativnemu delu v kiparstvu. Danes deluje kot kipar, slikar, keramik, industrijski oblikovalec in oblikovalec gledaliških scen.